# Zodarion germanicum
Zodarion germanicum ist eine Art der Ameisenjäger und lebt in Europa.

## Merkmale
Der Hinterleib dieser Art ist dunkel mit einer hellen Unterseite. Der Vorderleib ist dunkelbraun gefärbt, der Hinterleib dunkelbraun mit einem Violett-Ton. Die Hüften und Beine sind gelblich gefärbt. Männchen werden 3–3,5 mm lang, Weibchen 3–5 mm. Die vorderen Mittelaugen sind doppelt so groß wie die restlichen Augen. Die vorderen Spinnwarzen liegen auf einem gemeinsamen Kegel und sind viel größer als die hinteren.

## Verbreitung
Die Art lebt in Mitteleuropa, Osteuropa und Südosteuropa. In Deutschland kommt sie vorwiegend in den südlichen und östlichen Regionen vor.

## Lebensraum
Die Art lebt kolonieweise in Wärmegebieten, in warm-trockenen Kiefernwäldern, auf Trockenrasen oder den sandigen Randbereichen von Kiefernwäldern. Meist findet man sie in mit Fremdkörpern getarnten Gespinstsäckchen.

## Lebensweise
Die bei Sonnenschein sehr flinken Tiere dringen in Ameisenstraßen ein, beißen schnell einige Ameisen in ein Bein und ziehen sich dann zurück, bis das Gift wirkt. Dann bringen sie die Beute in Sicherheit. Die Männchen fressen auch die von den Weibchen erbeuteten Ameisen. In Deutschland findet man reife Tiere von Juni bis August.